# Arcyptera maroccana
Arcyptera maroccana är en insektsart som beskrevs av Werner 1929. Arcyptera maroccana ingår i släktet Arcyptera och familjen gräshoppor. Inga underarter finns listade i Catalogue of Life.